# Rudy Camacho
Rudy Camacho (5 maart 1991) is een Frans voetballer die bij voorkeur als centrale verdediger speelt. Hij is van Portugees afkomst. Hij tekende in 2016 bij Montreal Impact.

## Clubcarrière
Camacho verruilde in 2012 AS Nancy voor AS Lyon-Duchère. In 2014 tekende hij bij CS Sedan, waarmee hij één jaar later promoveerde naar de Championnat National. In 2016 tekende de centrumverdediger een tweejarig contract bij Waasland-Beveren. Op 30 juli 2016 debuteerde hij in de Jupiler Pro League tegen Sporting Charleroi. Camacho speelde de volledige wedstrijd, die Charleroi in de slotfase won na een late treffer van Steeven Willems.